# Aulocara femoratum
Aulocara femoratum är en insektsart som beskrevs av Scudder, S.H. 1899. Aulocara femoratum ingår i släktet Aulocara och familjen gräshoppor. Inga underarter finns listade i Catalogue of Life.